# Данилец, Владимир Витальевич
Влади́мир Вита́льевич Даниле́ц (укр. Володимир Віталійович Данилець, род. 9 сентября 1960, Дмитровка, Бахмачский район, Черниговская область) — советский, украинский и российский актёр, комик, артист эстрады, телеведущий, юморист. Народный артист Украины (1998).

## Биография
Владимир Данилец родился в 1960 году в селе Дмитровка, на Украине, в семье сельских интеллигентов. По другим данным — в селе Терешиха. Отец украинец, мать русская. Музыкой интересовался с детства.
Учился в Киевском училище эстрадно-циркового искусства, в котором во время вступительных экзаменов познакомился с другим абитуриентом — Владимиром Моисеенко. По окончании обучения Данилец начал карьеру артиста из разговорного жанра в украинской гастрольно-концертной организации «Укрконцерт».
Во время работы в «Укрконцерте» в бесконечных гастрольных поездках в составе концертных бригад на территории СССР сложился дуэт Владимира Данильца и Владимира Моисеенко.
В 1987 году они познакомились с режиссёром-постановщиком УГКО «Укрконцерта» Евгением Перебийносом. Этот год становится годом создания творческого тандема, маленького юмористического театра: Владимир Данилец — Владимир Моисеенко.
В 1991 году на телеэкранах появляется номер «Кролики прилетели», съемки которого проходили в помещении ЦДКЖ (Москва). Как результат — большая популярность и признание. В составе дуэта Владимир Данилец участвовал в съемках многих передач и давал многочисленные концерты.
21 апреля 1991 года дуэт В. Данилец и В. Моисеенко стал лауреатом Кубка Аркадия Райкина на международном фестивале «MORE SMEHA», Рига.
С октября 2020 года вместе с Владимиром Моисеенко стал ведущим программы «15 минут о наболевшем» на украинском телеканале 112 Украина.
В апреле 2021 года вместе с Владимиром Моисеенко и бывшим пресс-секретарём президента Украины Виктора Януковича Анной Герман стал инициатором создания «Благотворительного фонда защиты свободы слова», появившегося после введения санкций в отношении телеканалов холдинга «Новости» (112-Украина, NewsOne, ZIK).
Вместе с В. Моисеенко обладатель «Золотого пера» за лучшую музыкально-развлекательную телепередачу «Проснись и пой» (телеканал Интер, 2000 г.).

## Личная жизнь
Жена — Людмила Данилец.
В 1980 году от первого брака родилась дочь Лилия, в 1992 году появилась на свет дочь Ангелина Данилец. Ангелина поступила в 2007 году в эстрадно-цирковое училище и собирается стать артисткой разговорного жанра.

## Телевидение
- Данилец Владимир и Моисеенко Владимир, фото Чуприна ВадимАншлаг
- Проснись и пой
- Шоу долгоносиков
- «Кривое зеркало»
- Смешнее, чем кролики
- Хочу знать
- 2012 стульев

## Фильмография
1. 2006 — Ералаш, выпуск № 194 («Сила воображения») — учитель физики
2. 2007 — Королевство кривых зеркал — участник от Аргентины на конкурсе «Кривовидение»
3. 2010 — Морозко — рабочий из ларца
4. 2011 — Новые приключения Аладдина — стражник
5. 2012 — Красная Шапочка — пациент доктора
6. 2013 — Три богатыря — повар у трёх толстяков
7. 2014 — Бабай (мультфильм) — Змей Горыныч (3-я голова)

## Награды и звания
- Народный артист Украины (1998)[1].
- Заслуженный артист Украины (1996)[9].